# Pedicularis brachychila
Pedicularis brachychila är en snyltrotsväxtart som beskrevs av Li. Pedicularis brachychila ingår i släktet spiror, och familjen snyltrotsväxter. Inga underarter finns listade i Catalogue of Life.